# Sunday Bloody Sunday (filme)
Sunday Bloody Sunday é um filme britânico realizado por John Schlesinger, de 1971. Estrela Peter Finch e Glenda Jackson.

## Sinopse
Um médico judeu e homossexual (Peter Finch), e uma servente pública (Glenda Jackson) se envolvem em um triângulo amoroso com Bob Elkin (Murray Head). Apesar de um saber da existência do outro, Daniel Hirsh e Alex Greville contentam-se em dividir Bob, principalmente pelo medo de perdê-lo. Mas quando Bob decide deixar o país, e apesar de suas situações opostas, ambos percebem que é tempo para seguir em frente.

## Elenco
| Ator/Atriz     | Personagem           |
| -------------- | -------------------- |
| Peter Finch    | Dr. Daniel Hirsh     |
| Glenda Jackson | Alex Greville        |
| Murray Head    | Bob Elkin            |
| Peggy Ashcroft | Mrs. Greville        |
| Tony Britton   | George Harding       |
| Maurice Denham | Mr. Greville         |
| Bessie Love    | Operadora telefônica |
| Vivian Pickles | Alva Hodson          |
| Frank Windsor  | Bill Hodson          |

## Prêmios e indicações
Oscar
- Indicado nas categorias de melhor direção (John Schlesinger), melhor roteiro original, melhor ator (Peter Finch) e melhor atriz (Glenda Jackson).

Globo de Ouro
- Venceu na categoria de melhor filme estrangeiro.
- Indicado nas categorias de melhor ator (Peter Finch) e melhor atriz (Glenda Jackson).

BAFTA
- Venceu nas categorias de melhor filme, melhor direção John Schlesinger, melhor ator(Peter Finch) e melhor atriz (Glenda Jackson) e melhor edição,
- Indicado nas categorias de melhor cinematografia, melhor trilha sonora e melhor roteiro

## Ligações Externas
- «Sunday Bloody Sunday» (em inglês) no Rotten Tomatoes